# Lilo Baur
Scènes principales
Royal National Theatre
Comédie-Française
Lilo Baur est une actrice et metteuse en scène suisse.

## Biographie

### Débuts
Bien que née en Suisse, Lilo Baur commence sa carrière de comédienne à Londres. En 1989, elle rejoint la compagnie Complicite, fondée par Annabel Arden, Marcello Magni et Simon McBurney. Elle y joue notamment dans The Three Lives of Lucie Cabrol, rôle pour lequel elle obtient le Dora Award de la meilleure actrice et le prix de la meilleure actrice du Manchester Evening News. Elle se produit également au Royal National Theatre dans L’Orestie, mise en scène par Katie Mitchell, puis dans Le Marchand de Venise, mis en scène par Richard Olivier.
En France, elle joue pour Peter Brook, avec qui elle collabore par ailleurs artistiquement pour la création de Fragments, d'après Samuel Beckett (2008) et de Warum Warum, de Peter Brook et Marie-Hélène Estienne d'après Antonin Artaud, Edward Gordon Craig, Charles Dullin, Vsevolod Meyerhold, Motokiyo Zeami et William Shakespeare (2010).
À l'écran, elle apparaît notamment dans Bridget Jones : L'Âge de raison (2004) et Hell (2011).

### Passage à la mise en scène
Au début des années 2000, Lilo Baur multiplie les mises en scène : Fish Love d'après Tchekhov au théâtre de Vidy-Lausanne en 2008, Le Conte d'hiver de William Shakespeare, Le Sixième Continent de Daniel Pennac, Kharm's Way à Arezzo et La Fille qui tombe au festival d'Athènes.
Elle collabore à plusieurs reprises avec la troupe de la Comédie-Française, pour laquelle elle met en scène Le Mariage de Nicolas Gogol en 2010, La Tête des autres de Marcel Aymé en 2013, qui reçoit le prix Beaumarchais du meilleur spectacle, La Maison de Bernarda Alba de Federico García Lorca en 2015 et Après la pluie de Sergi Belbel en 2017.
Dans un entretien avec le journaliste et critique Pierre Monastier, Lilo Baur revient sur les spécificités de troupes comme celle de Peter Brook et celle de la Comédie-Française : « La troupe de Peter Brook travaille depuis longtemps avec le même metteur en scène : il y a donc un style, une ambiance et une confiance qu’on ne retrouve pas ailleurs. Les comédiens du Français sont très forts, mais peut-être sont-ils un peu trop utilisés pour interpréter les mêmes types de personnages. Il est intéressant pour eux, et pour moi lorsque je travaille avec eux, de trouver un contraste avec ce qu’ils ont fait avant. C’est ça qui me fascine, parce qu’ils peuvent jouer Feydeau aussi bien que Racine, une pièce classique aussi bien qu’un texte contemporain. »

## Théâtre

### En tant que comédienne
- 1994 : The Three Lives of Lucie Cabrol de Simon McBurney et Mark Wheatley, mise en scène Simon McBurney : Lucie Cabrol
- 1998 : Le Marchand de Venise de William Shakespeare, mise en scène Richard Olivier, Royal National Theatre : Jessica
- 1999 : L’Orestie d'Eschyle, mise en scène Katie Mitchell, Royal National Theatre : la Nourrice / Cassandre / Électre
- 2000 : Hamlet de William Shakespeare, mise en scène Peter Brook : Gertrude
- 2011 : Le Martyre de saint Sébastien de Claude Debussy, avec le London Philharmonic Orchestra, théâtre du Châtelet : narratrice

### En tant que metteuse en scène

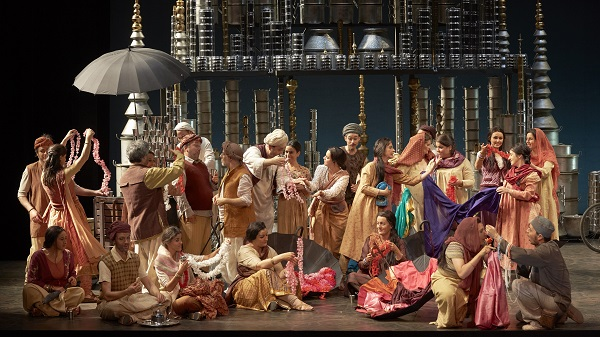
Lakmé de Léo Delibes, mise en scène de Lilo Baur à l'Opéra comique en 2017

- 2008 : Fish Love d’après Anton Tchekhov, théâtre Vidy-Lausanne
- 2010 : Le Mariage de Nicolas Gogol, Comédie-Française, théâtre du Vieux-Colombier
- 2012 : Le Sixième Continent de Daniel Pennac, théâtre des Bouffes-du-Nord
- 2013 : La Tête des autres de Marcel Aymé, Comédie-Française, théâtre du Vieux-Colombier
- 2013 : Lakmé de Léo Delibes, Opéra de Lausanne
- 2014 : Le Petit Prince, opéra de Michaël Levinas, Opéra de Lausanne
- 2015 : La Maison de Bernarda Alba de Federico García Lorca, Comédie-Française, salle Richelieu
- 2017 : Après la pluie de Sergi Belbel, Comédie-Française, théâtre du Vieux-Colombier
- 2019 : La Puce à l'oreille de Georges Feydeau, Comédie-Française, salle Richelieu
- 2022 : L'Avare de Molière, Comédie-Française, salle Richelieu
- 2023 : Une journée particulière d'Ettore Scola, théâtre de l'Atelier et au Théâtre de Carouge
- 2025 : La Souricière d'Agatha Christie, Comédie-Française, théâtre du Vieux-Colombier

## Filmographie

### Cinéma
- 1986 : Le Goûter chez Niels, court-métrage de Didier Martiny
- 1998 : Pleine Lune (Vollmond) de Fredi Murer : Irene Escher
- 2004 : Bridget Jones : L'Âge de raison de Beeban Kidron : la pharmacienne
- 2010 : How about Love de Stephan Haupt : la sœur de Fritz
- 2011 : Hell de Tim Fehlbaum : la Française

### Télévision
- 1999 : The Devil's Arithmetic de Donna Deitch : Mina
- 2000 : Don Quichotte de Peter Yates : Teresa Panza
- 2001 : The Way We Live Now, mini-série de David Yates : Didon
- 2005 : Bleak House, mini-série  de Justin Chadwick et Susanna White : Hortense

## Distinctions

### Récompenses
- 1994 : prix de la meilleure actrice du Manchester Evening News pour The Three Lives of Lucie Cabrol
- Dora Awards 1997 : meilleure actrice pour The Three Lives of Lucie Cabrol

### Nominations
- Molières 2020 : Molière du metteur en scène d'un spectacle de théâtre public pour La Puce à l'oreille